# Haladova zahrádka

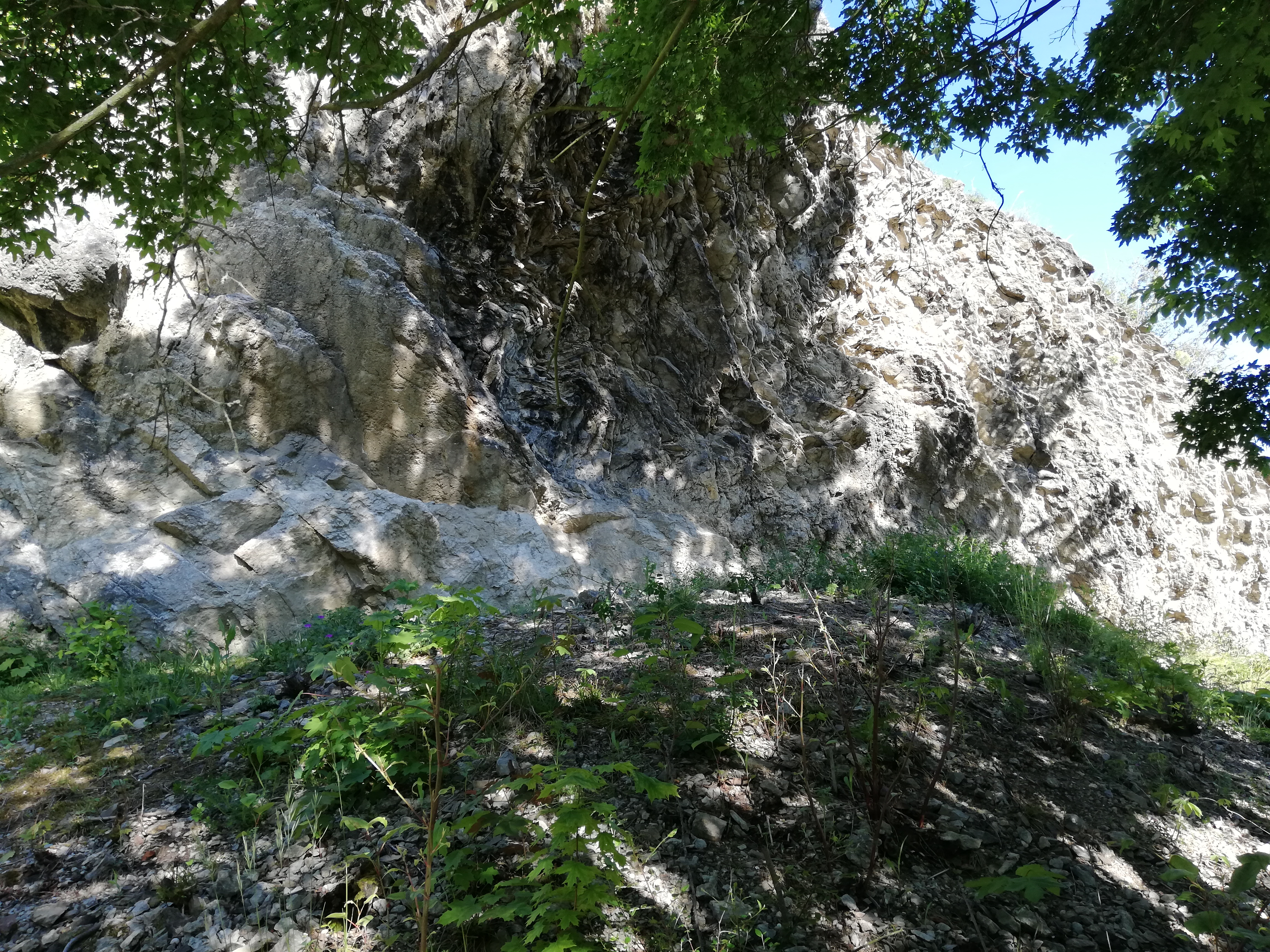
Haladova zahrádka, detailní pohled na bývalé stanoviště (květen 2020)

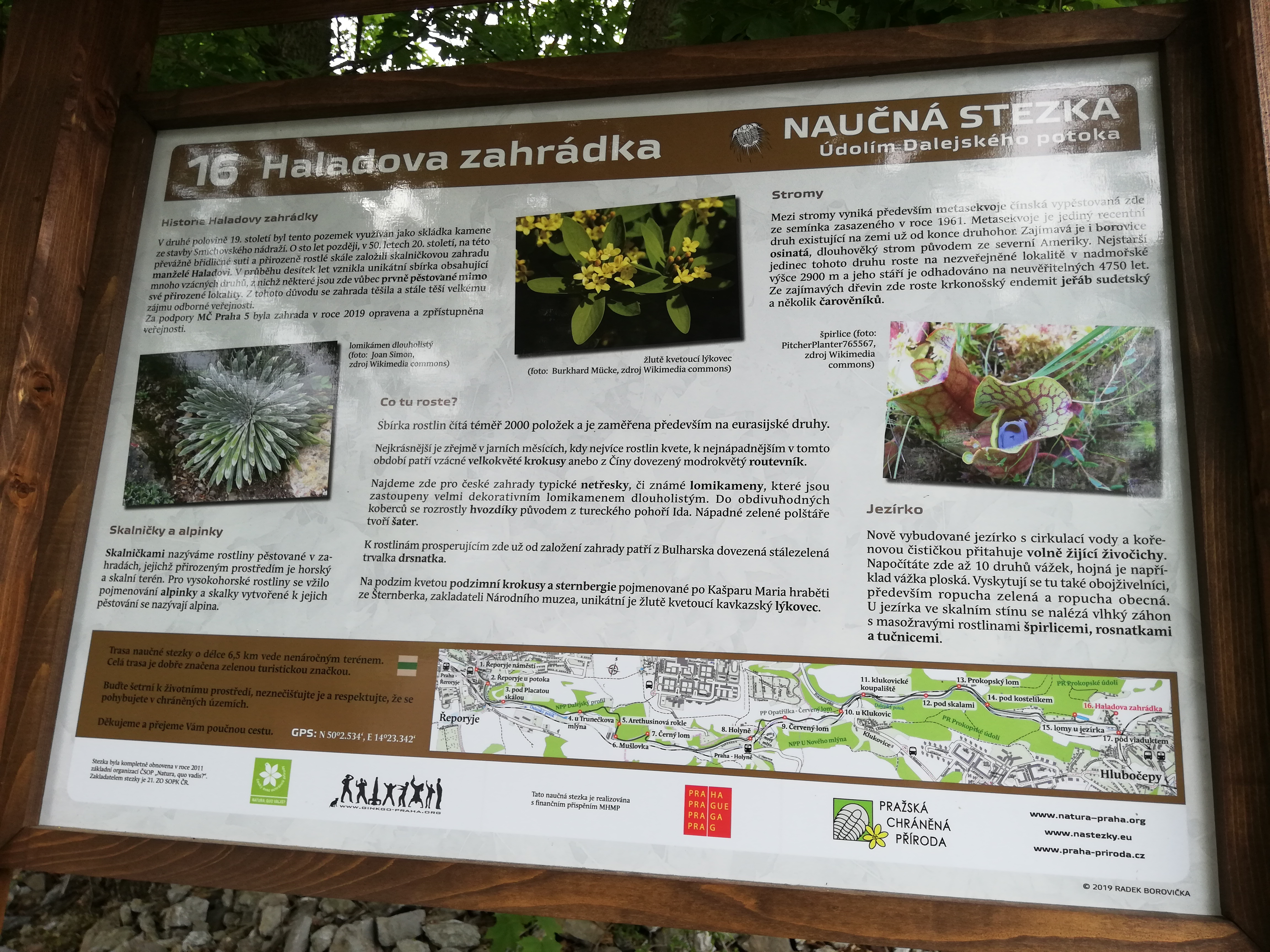
Informační tabule „Haladova zahrádka“ na NS „Údolím Dalejského potoka“

Haladova zahrádka je dnes již pouhý orientační bod na pražské naučné stezce „Údolím Dalejského potoka“. Až do roku 1990 to bývala veřejně přístupná malá botanická zahrada u cesty vybudovaná panem Haladou starším (odtud název) a udržovaná dobrovolnými pracovníky státní ochrany přírody, kde rostly nejzajímavější druhy rostlin Prokopského a Dalejského údolí. V současné době (rok 2020) je tímto termínem (Haladova zahrádka) většinou myšlena a označována Skalničková zahrada Hlubočepy.

## Podrobněji

### Lokalizace
Poblíž křižovatky ulic „Na Placích“ a „K Dalejím“ v pražských Hlubočepích asi 65 metrů směrem „do kopce“ (na cyklotrase A122) v pravotočivé zátočině při pravém okraji asfaltové silnice „Na Placích“ se nachází (před poněkud převislým asi 4 metry vysokým skalním masivem) orientační bod označovaný jako tzv. Haladova zahrádka. Nyní (rok 2020) je zde umístěna identicky pojmenovaná informační tabule číslo 16 („Haladova zahrádka“) jako součást (zastavení) naučné stezky (NS) „Údolím Dalejského potoka“. Popisované místo se nachází jen pár metrů napravo od branky s bytelnými železnými mřížovými vraty, jenž vedou do úzkého meziskalního průchodu. Tento asi 30 metrů dlouhý po obou stranách skalami lemovaný kamenitý koridor ústí do areálu bývalého vápencového lomu, kde byla vybudována unikátní botanická zahrada oficiálně nazývaná Skalničková zahrada Hlubočepy. Neoficiálně se o areálu této skalničkové zahrady na začátku/konci Prokopského údolí často hovoří (i na zmíněné informační tabuli) jako o Haladově zahrádce, neboť se o její údržbu a rozvoj stará sběratel a cestovatel pan Milan Halada (ve zdrojích na internetu označován jako pan Halada mladší), který zde také bydlí.

### Historie
Skutečná Haladova zahrádka byla původně vybudována skalničkářem panem Haladou starším (otcem Milana Halady) v místě mezi asfaltovou silnicí a převislou vápencovou skalou soustředěním velkého množství divoce rostoucích stepních rostlin a sukulentů, které sem byly přemístěny jen a výlučně z lokalit Prokopského a Dalejského údolí. Tak vznikla jakási malá botanická zahrada (rostlinné společenství), jejímž cílem bylo přiblížit kolemjdoucím turistům na jednom místě soustředěně rostoucí nejzajímavější reprezentanty flóry Prokopského a Dalejského údolí. Zde na úpatí vápencové skalky (či přímo v jejích puklinách) ve svém charakteristickém prostředí rostly typické rostliny skalní stepi. Další druhy typické pro teplomilné doubravy a les byly vysázeny na rekultivovaných plochách táhnoucích se podél asfaltové cesty. Byly zde k vidění také rostliny, které v jiných částech obou zmíněných údolí rostou převážně jen na nepřístupných místech, ač jsou tam běžné ve svých přirozených ekosystémech. Haladova zahrádka byla udržována dobrovolnými pracovníky státní ochrany přírody až přibližně do roku 1990, kdy zanikla. Její zánik byl způsoben tím, že rostliny zde vegetující sem byly přesazeny ze svých původních lokalit (Prokopského a Dalajského údolí), nerostly na svých originálních stanovištích, která jim vyhovovala, a tak postupně, bez nového vysazování jednotlivé rostliny chřadly, až nakonec zahynuly.

Příklady některých divoce rostoucích bylin Prokopského údolí
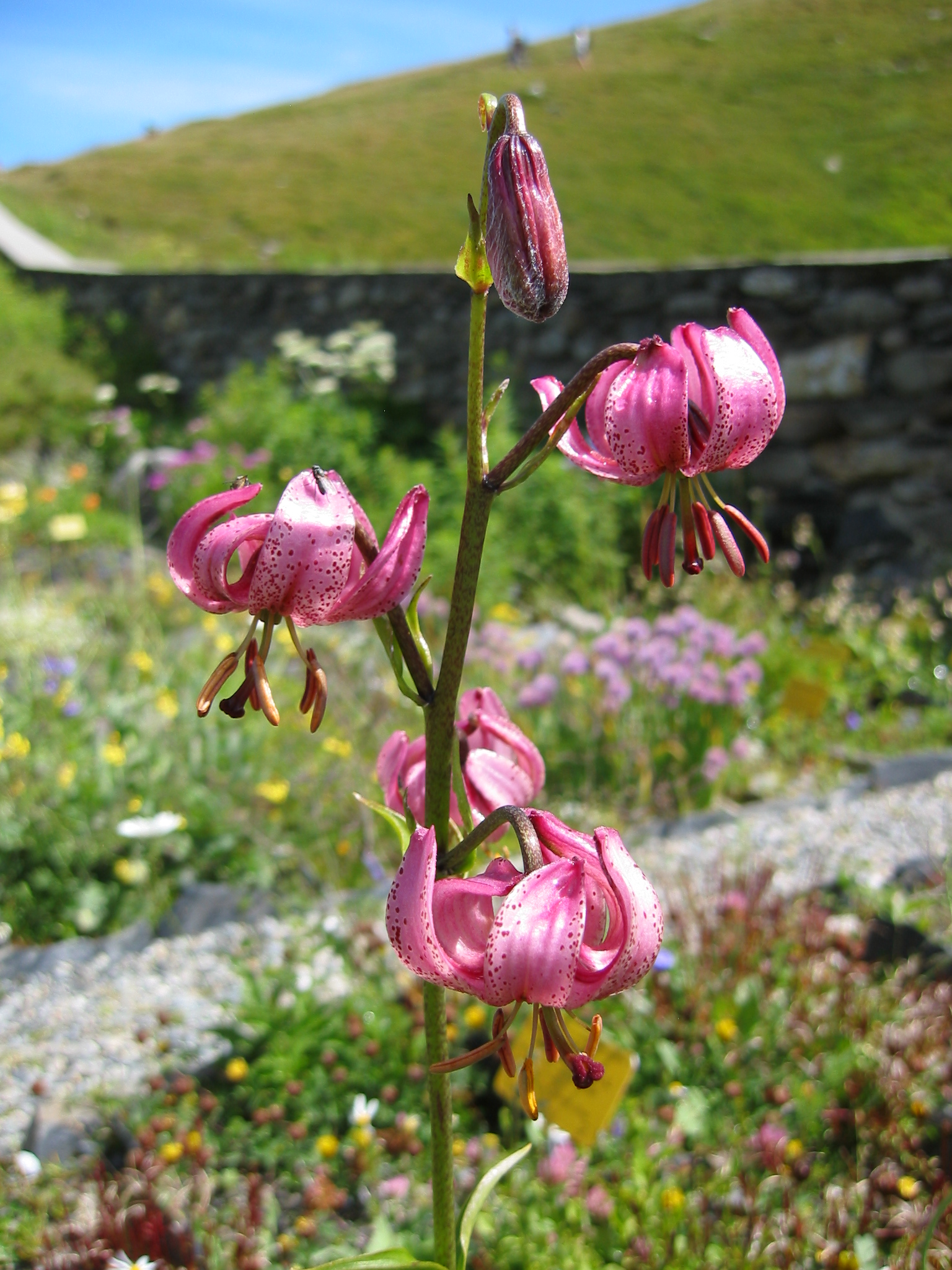
Lilie zlatohlavá (Lilium martagon)
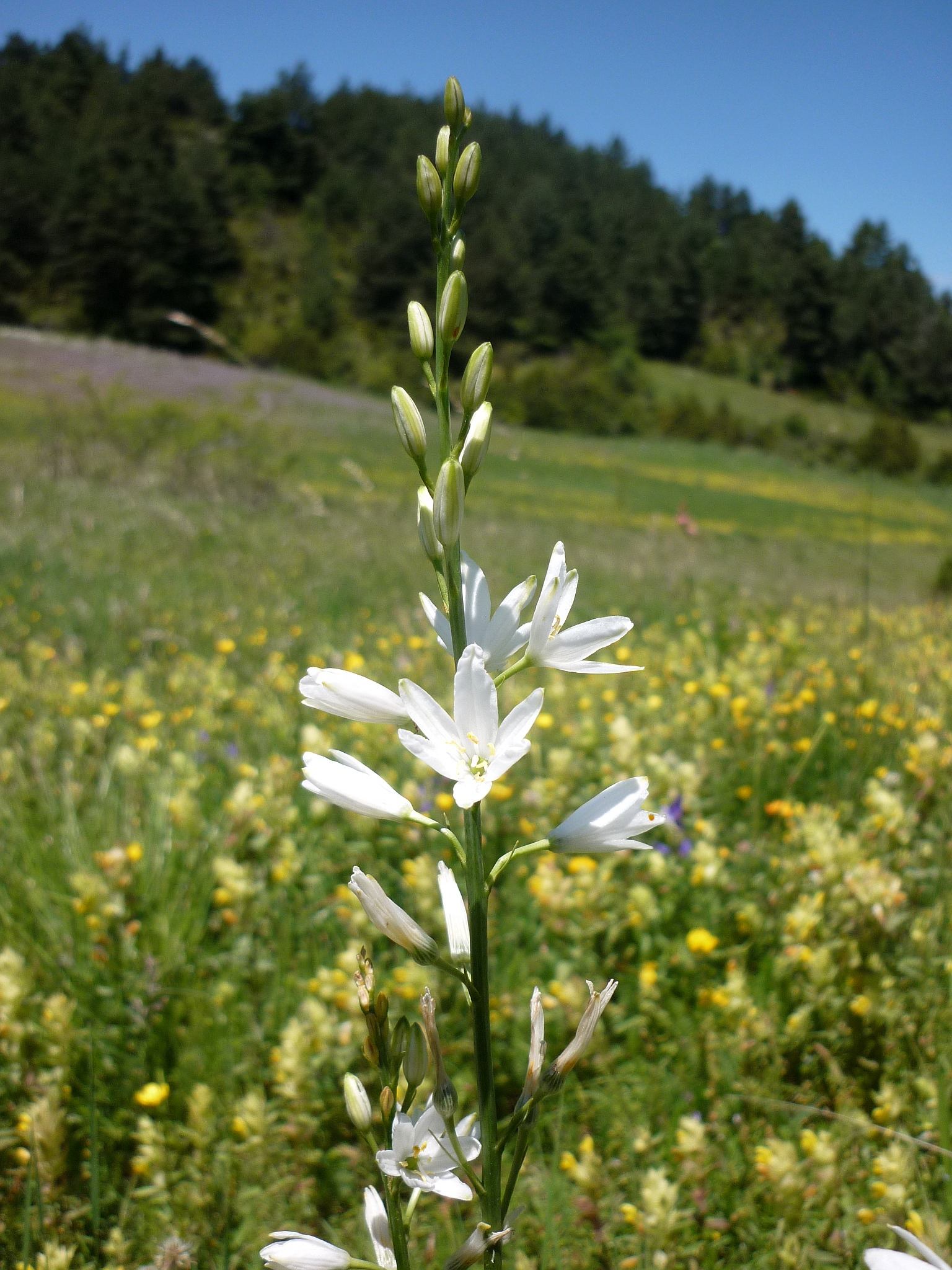
Bělozářka liliovitá (Anthericum liliago)
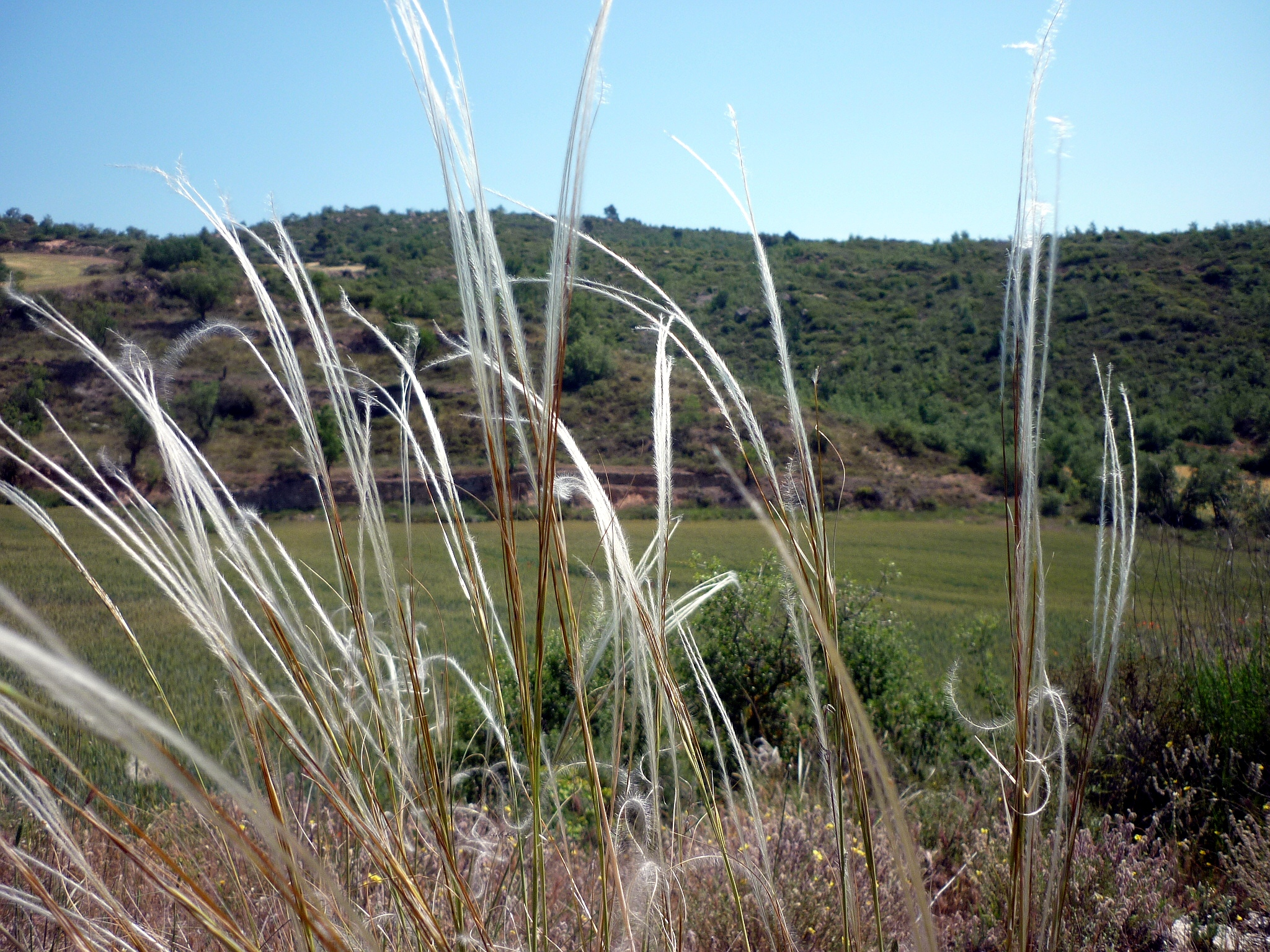
Kavyl Ivanův (Stipa pennata, synonymum Stipa joannis)
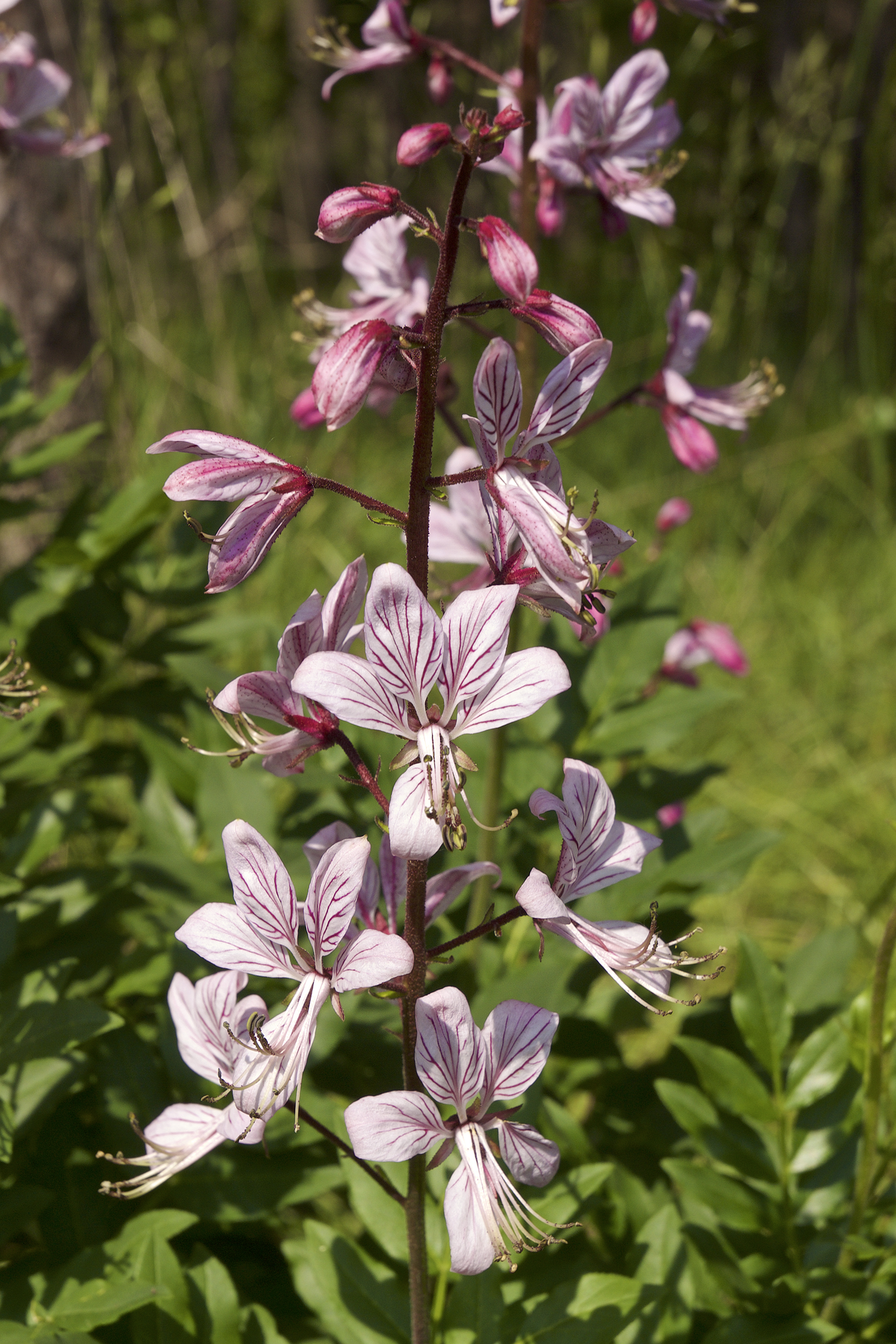
Třemdava bílá (Dictamnus albus)
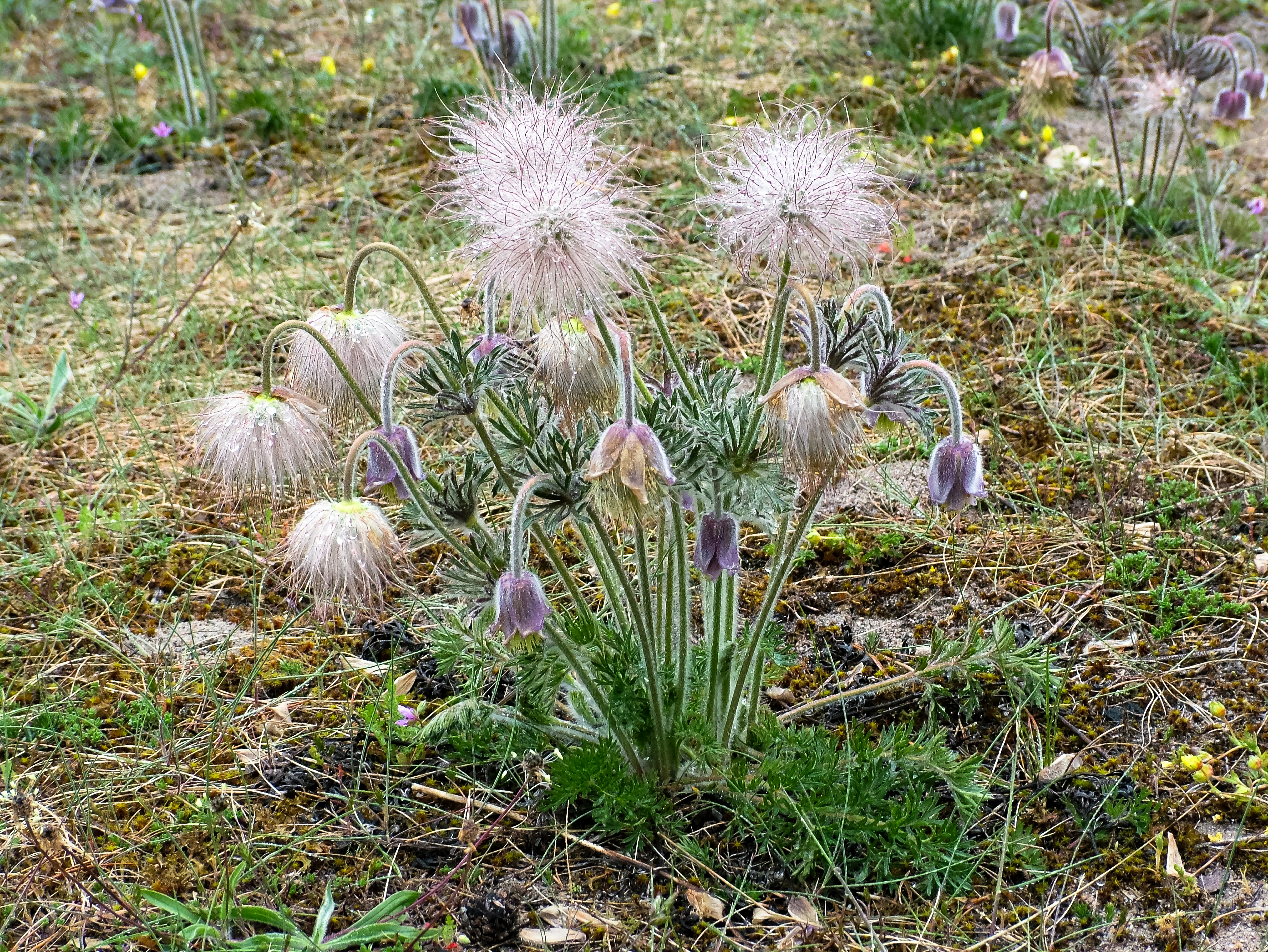
Koniklec luční (Pulsatilla pratensis, synonymum Anemone pratensis)
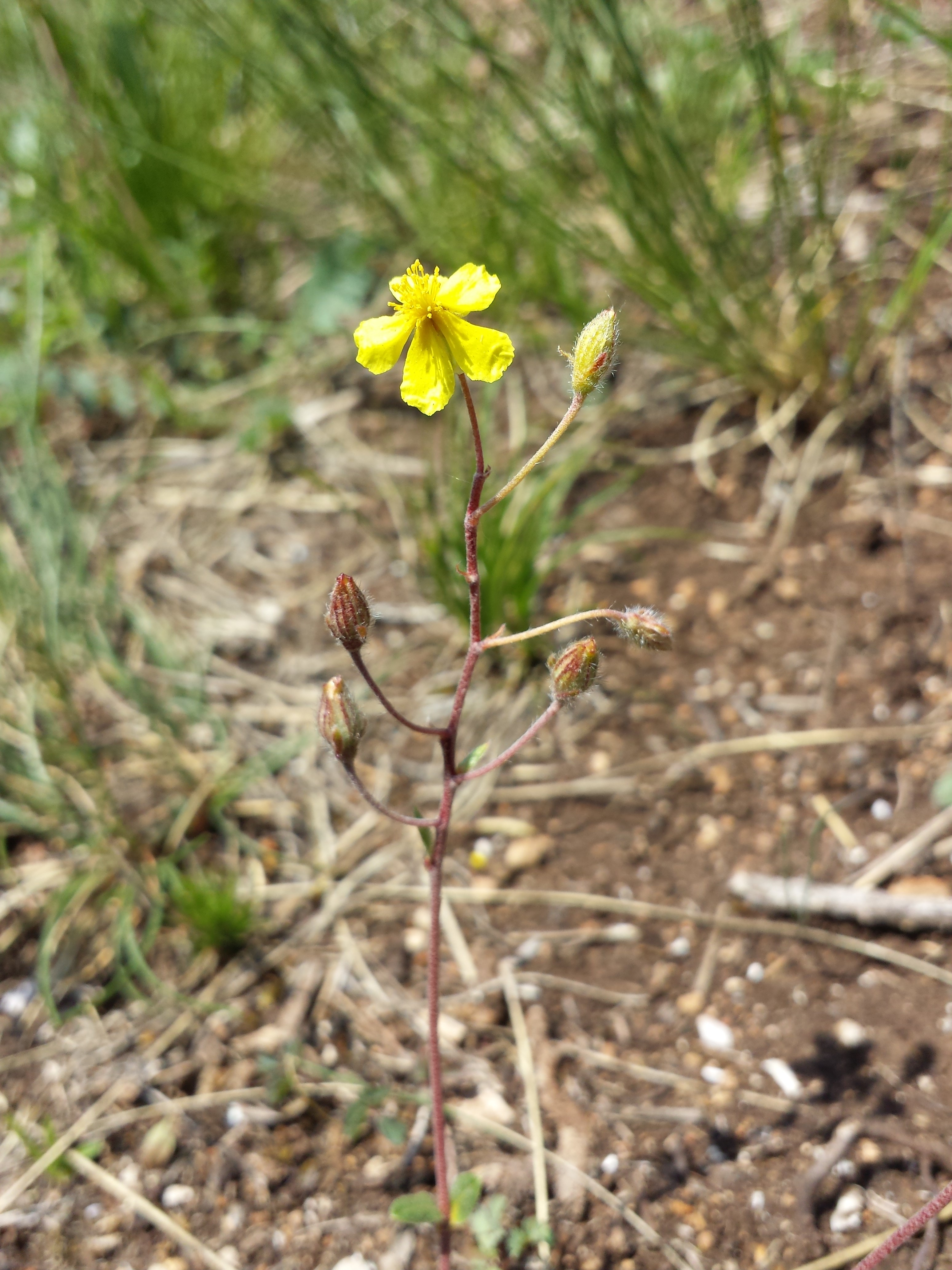
Devaterník šedý (Helianthemum canum)
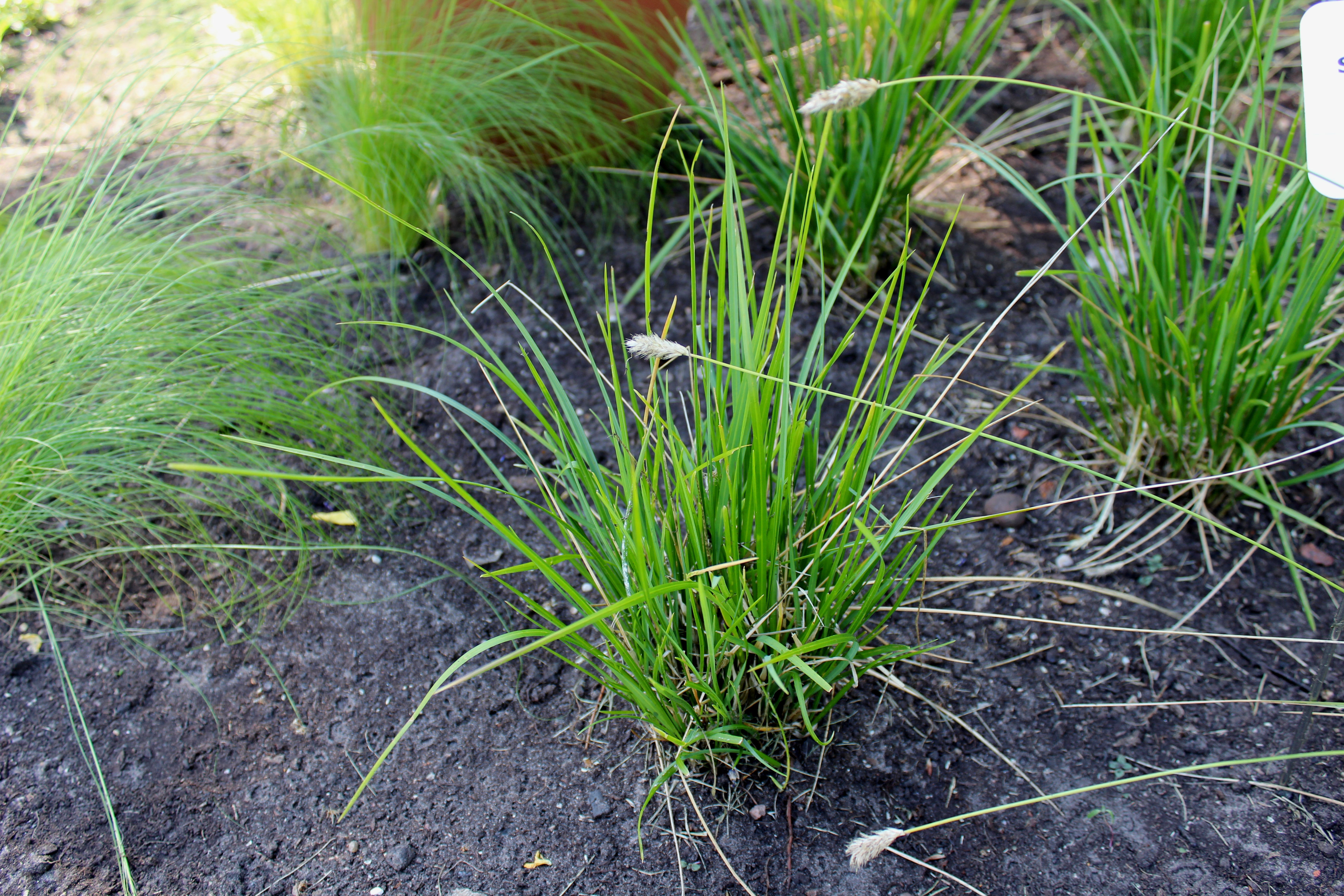
Pěchava vápnomilná (Sesleria caerulea)